# Takefuji Bamboo
Takefuji Bamboo est un ancien club japonais de volley-ball  basé à Sugito, Saitama, qui a fonctionné de 2001 à 2009.

## Historique
Takefuji Bamboo est créée en 2001 et disparait en mai 2009.

## Palmarès
- V Première Ligue
  - Finaliste : 2003.

## Résultats en Ligue
| Ligue       | Ligue         | Position  | Équipes | Matchs | Gagné | Perdu |
| ----------- | ------------- | --------- | ------- | ------ | ----- | ----- |
| V.Ligue     | 8e (2001–02)  | 7e        | 9       | 16     | 4     | 12    |
| V.Ligue     | 9e (2002–03)  | Finaliste | 8       | 21     | 12    | 9     |
| V.Ligue     | 10e (2003–04) | 8e        | 10      | 18     | 6     | 12    |
| V.Ligue     | 11e (2004–05) | 7e        | 10      | 27     | 13    | 14    |
| V.Ligue     | 12e (2005–06) | 3e        | 10      | 27     | 16    | 11    |
| V・Première | 2006-07       | 4e        | 10      | 27     | 19    | 8     |
| V・Première | 2007-08       | 9e        | 10      | 27     | 8     | 19    |
| V・Première | 2008-09       | 8e        | 10      | 27     | 13    | 14    |